# Герб Арзгирского муниципального округа
Герб Арзгирского муниципального округа Ставропольского края Российской Федерации — опознавательно-правовой знак, составленный и употребляемый в соответствии с правилами геральдики, служащий одним из официальных символов муниципального образования.
Утверждён 17 июня 2011 года как герб Арзгирского муниципального района и внесён в Государственный геральдический регистр Российской Федерации с присвоением регистрационного номера 7714.
Переутверждён 8 декабря 2020 года как герб Арзгирского муниципального округа.

## Описание и обоснование символики
Геральдическое описание герба (блазон) гласит:

В рассечённом золото-червлёном щите — головка пшеничного колоса о восьми зёрнах в столб тех же переменных цветов, увершанная переменных цветов волютой.— Решение Совета депутатов Арзгирского муниципального округа от 8 декабря 2020 года № 57
В гербе Арзгирского муниципального округа отражены основные природно-географические особенности данной территории. Округ отличается засушливым климатом и крайне ограниченными ресурсами. Благосостояние местного населения достигается напряжённым физическим трудом. Основу этого благосостояния с древних времён составляют земледелие и овцеводство, о чём свидетельствуют многочисленные археологические памятники на территории округа. Символические образы этих двух главных отраслей жизнеобеспечения выражены изображением колоса с волютами в форме бараньих рогов. Этот знак с глубокой древности являлся символом плодородия. Образы золотого колоса и золотого руна усиливаются золотым полем правой части гербового щита. Левая половина щита и такого же цвета переменная часть колоса с волютами — червлёная, символизирующая высокий накал силы и мужества степного населения округа, проживающего в суровых климатических условиях.
Символизм тинктур (цветов):
- золото (жёлтый) символизирует просвещение, мужское начало, неподверженность порче, мудрость, стойкость, честь, богатство, свет, озарение, гармонию, истину;
- червлень (красный) символизирует Веру, великомученничество, зенит цвета, воинственность, достоинство, мужество, силу, неустрашимость, упорство, великодушие, праздник и отвагу[2].

## История
Для разработки символики Арзгирского муниципального района была создана рабочая группа в составе главы района, депутатов райсовета и художника-геральдиста Сергея Евгеньевича Майорова. По признанию последнего работа над районной символикой в самом начале вызвала определённые проблемы: «Всегда считается удачей, если в разработке местных символов можно за что-то зацепиться — за историческую легенду, характерную местность или необычное название. В случае с Арзгиром трудно было „привязаться“». Совместно с руководством муниципального образования в итоге было решено взять за основу содержания будущего герба природно-климатические особенности района.
Майоров разработал серию эскизов герба и флага, выполненную в двух концепциях: «1 — в рассечённом золото-червлёном щите червлёно-золотой колос с волютой переменных цветов; 2 — в таком же щите хлебный сноп переменных цветов». Изучив исполненные им проекты, глава района и депутаты одобрили следующий вариант: «в рассечённом золото-червлёном щите червлёно-золотой колос переменных цветов с 8 зёрнами по четыре с каждой стороны, увенчанный волютой». Согласно замыслу разработчика, волюты в форме стилизованных бараньих рогов символизировали овцеводство (Арзгирский район был «базовым для развития тонкорунного производства»), колос — земледелие; число зёрен в колосе указывало на число сельских поселений в составе района.
17 июня 2011 года описанный выше герб утверждён в качестве одного из официальных символов Арзгирского муниципального района.
Герб получил положительную оценку геральдической комиссии при губернаторе Ставропольского края, отметившей его лаконичность, композиционную уравновешенность и соответствие правилам геральдики. По итогам рассмотрения комиссия рекомендовала направить герб и составленный на его основе флаг на регистрацию в Геральдический совет при Президенте РФ.
2 июля 2012 года, после прохождения экспертизы в Государственной герольдии, герб Арзгирского муниципального района был внесён в Государственный геральдический регистр под номером 7714.
16 марта 2020 года Арзгирский район преобразован в Арзгирский муниципальный округ.
Решением Совета депутатов Арзгирского муниципального округа от 8 декабря 2020 года № 57 округ определён правопреемником официальных символов Арзгирского района. Тем же решением утверждены положения о гербе и флаге Арзгирского муниципального округа.